# Danh mục tem bưu chính tại Việt Nam

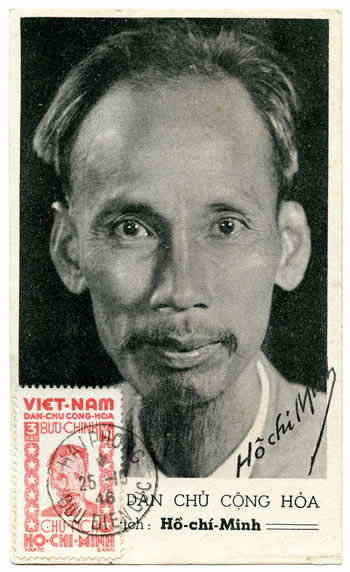
Phong bì hoặc ảnh kỉ niệm 1 năm độc lập 1946, dán tem 3 hào đầu tiên, cùng dấu hủy HAI PHONG và chữ kí của Bác.

Sau 5 năm bắt đầu đô hộ Nam Kỳ, Pháp bắt đầu đưa tem thuộc địa của mình vào sử dụng, từ đó tạo nên sự bắt đầu phát triển của tem bưu chính tại Việt Nam. Đến năm 1889, Pháp bắt đầu phát hành loại tem Indochine của mình cho 3 nước Đông Dương.
Sau Cách mạng tháng 8, Chính phủ Việt Nam Dân chủ Cộng hòa (VNDCCH) chưa có tem mới để sử dụng nên in đè tên nước, tiêu ngữ, khẩu hiệu, giá lên tem cũ. Đến tháng 9 năm 1946 mới phát hành bộ tem đầu tiên.
Tháng 3 năm 1949, Quốc gia Việt Nam được thành lập (QGVN) và bắt đầu phát hành tem từ năm 1951 đến 1954. Đến 1955, Việt Nam Cộng hòa (VNCH) được thành lập và bắt đầu phát hành nối tiếp tem của QGVN và lập tức hết giá trị sử dụng vào 30/4/1975.
Trong Chiến tranh Việt Nam, Mặt trận Dân tộc giải phóng miền Nam Việt Nam(MTDTGMNVN) được thành lập vào 1960, tạo ra dòng tem mới sử dụng trong miền Nam, cùng với dòng tem VNCH. Đến năm 1970, Chính phủ Cách mạng lâm thời Cộng hòa Miền Nam Việt Nam (CHMNVN) được thành lập, phát hành dòng tem tiếp nối dòng tem cũ đến khi Quốc hội khóa 6 thống nhất. Từ ngày 27/7/1976, hai dòng tem kia thống nhất thành dòng tem hiện nay.

## VNDCCH
| Năm  | Số  | Bộ                                                                                        | Phát hành         | Hình ảnh |
| ---- | --- | ----------------------------------------------------------------------------------------- | ----------------- | -------- |
| 1945 | 01  | VIỆT NAM DÂN CHỦ CỘNG HÒA                                                                 | ?/?               |          |
| 1945 | 02  | VIỆT NAM DÂN CHỦ CỘNG HÒA - BƯU CHÍNH                                                     | ?/?               |          |
| 1945 | 03  | VIỆT NAM - ĐỘC LẬP, TỰ DO, HẠNH PHÚC - BƯU CHÍNH                                          | ?/?               |          |
| 1945 | 04  | VIỆT NAM DÂN CHỦ CỘNG HÒA - ĐỘC LẬP, TỰ DO, HẠNH PHÚC                                     | ?/?               |          |
| 1945 | 05  | VIỆT NAM DÂN CHỦ CỘNG HÒA - ĐỘC LẬP, TỰ DO, HẠNH PHÚC - BƯU CHÍNH                         | ?/?               |          |
| 1945 | 06  | Chỉ in đè giá                                                                             | ?/?               |          |
| 1946 | 07  | VIỆT NAM DÂN CHỦ CỘNG HÒA - CỨU ĐÓI                                                       | ?/?               |          |
| 1946 | 08  | VIỆT NAM DÂN CHỦ CỘNG HÒA - DÂN SINH                                                      | ?/?               |          |
| 1946 | 09  | VIỆT NAM DÂN CHỦ CỘNG HÒA - QUỐC PHÒNG                                                    | ?/?               |          |
| 1946 | 10  | VIỆT NAM DÂN CHỦ CỘNG HÒA - BINH SĨ BỊ NẠN                                                | ?/?               |          |
| 1946 | 11  | VIỆT NAM DÂN CHỦ CỘNG HÒA - BẢO ANH                                                       | ?/?               |          |
| 1946 | 12  | VIỆT NAM DÂN CHỦ CỘNG HÒA - CHỐNG NẠN MÙ CHỮ                                              | ?/?               |          |
| 1946 | 13  | VIỆT NAM DÂN CHỦ CỘNG HÒA - ĐỜI SỐNG MỚI                                                  | ?/?               |          |
| 1946 | 14  | Kỷ niệm lần thứ nhất Cách mạng Tháng Tám và ngày thành lập nước Việt Nam Dân chủ Cộng hòa | 2/9               |          |
| 1949 | 15  | Kỷ niệm lần thứ 59 ngày sinh Chủ tịch Hồ Chí Minh                                         | 5/1949-12/1950    |          |
| 1951 | 16  | Kỷ niệm lần thứ 61 ngày sinh Chủ tịch Hồ Chí Minh                                         | ?/?               |          |
| 1953 | 17  | Sản xuất, tiết kiệm                                                                       | 06/1952-03/1955   |          |
| 1953 | 18  | Sản xuất, tiết kiệm                                                                       | 06/1952-03/1955   |          |
| 1954 | 19  | Tem thiếu cước (in đè mẫu 16 và 17)                                                       | ?/?               |          |
| 1954 | 20  | Tháng hữu nghị Việt - Xô - Trung                                                          | 8/1/1954-?/2/1955 |          |
| 1954 | 21  | In đè mẫu tem 15 và 16                                                                    | ?/?               |          |
| 1954 | 22  | In đè mẫu tem 15 và 16                                                                    | ?/?               |          |
| 1954 | 23  | In đè mẫu tem 15 và 16                                                                    | ?/?               |          |
| 1954 | 24  | Chiến thắng Điện Biên                                                                     | ?/10              |          |
| 1955 | 25  | Thủ đô giải phóng                                                                         | 1/1               |          |
| 1955 | 26  | Tem thiếu cước                                                                            | ?/7               |          |
| 1955 | 27  | Cải cách ruộng đất                                                                        | ?/12              |          |
| 1956 | 28  | Mừng Chính phủ về Thủ đô                                                                  | 1/3               |          |
| 1956 | 29  | Đường sắt Hà Nội - Mục Nam Quan                                                           | 1/3               |          |
| 1956 | 30  | Anh hùng Cù Chính Lan                                                                     | ?/6               |          |
| 1956 | 31  | Trần Đăng Ninh                                                                            | ?/7               |          |
| 1956 | 32  | Anh hùng Mạc Thị Bưởi                                                                     | 3/11              |          |
| 1956 | 33  | Đập Bái Thượng                                                                            | 15/12             |          |
| 1957 | 34  | Nhà máy dệt Nam Định                                                                      | 9/3               |          |
| 1957 | 35  | Kỷ niệm 67 năm ngày sinh Chủ tịch Hồ Chí Minh                                             | 19/5              |          |
| 1957 | 36  | Đại hội công đoàn thế giới lần thứ IV                                                     | 1/8               |          |
| 1957 | 37  | Kỷ niệm lần thứ 12 Quốc khánh nước Việt Nam Dân chủ Cộng hòa                              | 2/9               |          |
| 1957 | 38  | Kỷ niệm 40 năm Cách mạng tháng Mười Nga                                                   | 7/11              |          |
| 1957 | 39  | Chùa Một Cột                                                                              | 22/12             |          |
| 1958 | 40  | Chống nạn mù chữ                                                                          | 6/1               |          |
| 1958 | 41  | Rèn luyện thân thể                                                                        | 8/3               |          |
| 1958 | 42  | Ngày Quốc tế Lao động                                                                     | 1/5               |          |
| 1958 | 43  | Tem Thương binh                                                                           | 1/5               |          |
| 1958 | 44  | Đại hội Liên đoàn Phụ nữ Dân chủ Quốc tế lần thứ IV                                       | 20/5              |          |
| 1958 | 45  | Triển lãm tiểu thủ công nghiệp                                                            | 30/5              |          |
| 1958 | 46  | Triển lãm tiểu thủ công nghiệp                                                            | 26/6              |          |
| 1958 | 47  | Hội nghị Công đoàn Thế giới lần thứ I của những người lao động trẻ                        | 20/7              |          |
| 1958 | 48  | Đấu tranh thống nhất                                                                      | 20/7              |          |
| 1958 | 49  | Triển lãm tiểu thủ công nghiệp                                                            | 19/8              |          |
| 1958 | 50  | Kỷ niệm lần thứ 13 Cách mạng tháng Tám                                                    | 19/8              |          |
| 1958 | 51  | Nghĩa vụ Quân sự                                                                          | 19/8              |          |
| 1958 | 52  | Nam Bộ kháng chiến                                                                        | 23/9              |          |
| 1958 | 53  | Trần Hưng Đạo                                                                             | 2/10              |          |
| 1958 | 54  | Nhà máy Cơ khí Hà Nội                                                                     | 7/11              |          |
| 1958 | 55  | Tổ đổi công                                                                               | 7/11              |          |
| 1958 | 56  | Đền Ngọc Sơn                                                                              | 7/11              |          |
| 1958 | 57  | Tem thiếu cước                                                                            | 1/12              |          |
| 1958 | 58  | Hợp tác xã tiểu thủ công                                                                  | 31/12             |          |
| 1958 | 59  | Sân vận động Thủ đô                                                                       | 31/12             |          |
| 1959 | 60  | Vịnh Hạ Long                                                                              | 8/2               |          |
| 1959 | 61  | Mỏ than Cẩm Phả                                                                           | 3/3               |          |
| 1959 | 62  | Hai Bà Trưng                                                                              | 14/3              |          |
| 1959 | 63  | Tem Thương binh                                                                           | 14/3              |          |
| 1959 | 64  | 10 năm Phong trào Hòa bình Thế giới                                                       | 15/4              |          |
| 1959 | 65  | Hệ thống thuỷ nông Bắc - Hưng - Hải                                                       | 1/5               |          |
| 1959 | 66  | Căm thù Phú Lợi                                                                           | 15/5              |          |
| 1959 | 67  | Tem Binh sĩ                                                                               | 1/7               |          |
| 1959 | 68  | Nối liền Bắc - Nam                                                                        | 20/7              |          |
| 1959 | 69  | Đài phát thanh Mễ Trì                                                                     | 10/8              |          |
| 1959 | 70  | Thể dục, thể thao                                                                         | 2/9               |          |
| 1959 | 71  | Kỷ niệm 10 năm quốc khánh Trung Quốc                                                      | 1/10              |          |
| 1959 | 72  | Quả nhiệt đới                                                                             | 20/11             |          |
| 1959 | 73  | Tem máy bay                                                                               | 20/11             |          |
| 1959 | 74  | Kỷ niệm 15 năm thành lập Quân đội Nhân dân Việt Nam                                       | 22/12             |          |
| 1960 | 75  | Kỷ niệm 30 năm ngày thành lập Đảng Lao động Việt Nam                                      | 6/1               |          |
| 1960 | 76  | Y phục nữ dân tộc                                                                         | 6/1               |          |
| 1960 | 77  | Điều tra dân số                                                                           | 20/2              |          |
| 1960 | 78  | Kỷ niệm 50 năm ngày Quốc tế Phụ nữ                                                        | 8/3               |          |
| 1960 | 79  | Lăng Hùng Vương                                                                           | 5/4               |          |
| 1960 | 80  | Kỷ niệm 90 năm ngày sinh V.I. Lenin                                                       | 22/4              |          |
| 1960 | 81  | Tổng tuyển cử bầu Quốc hội khoá II                                                        | 3/5               |          |
| 1960 | 82  | Kỷ niệm Hội Chữ thập đỏ Quốc tế                                                           | 8/5               |          |
| 1960 | 83  | Kỷ niệm 70 năm ngày sinh Chủ tịch Hồ Chí Minh                                             | 19/5              |          |
| 1960 | 84  | Hiến pháp nước Việt Nam Dân chủ Cộng hòa                                                  | 7/7               |          |
| 1960 | 85  | Kỷ niệm lần thứ 15 ngày thành lập nước                                                    | 2/9               |          |
| 1960 | 86  | Đại hội Đảng Lao động Việt Nam lần thứ III                                                | 4/9               |          |
| 1960 | 87  | Kỷ niệm 15 năm Liên Hiệp công đoàn Thế giới                                               | 3/10              |          |
| 1960 | 88  | Kỷ niệm 950 năm Thủ đô Hà Nội                                                             | 10/10             |          |
| 1960 | 89  | Triển lãm thành tích 15 năm nước Việt Nam Dân chủ Cộng hoà                                | 20/10             |          |
| 1960 | 90  | Kỷ niệm 15 năm Liên đoàn Thanh niên Dân chủ Thế giới                                      | 10/11             |          |
| 1961 | 91  | Tem binh sĩ                                                                               | 3/1               |          |
| 1961 | 92  | Đại hội Công đoàn Việt Nam lần thứ II                                                     | 10/2              |          |
| 1961 | 93  | Đại hội Phụ nữ toàn quốc lần thứ III                                                      | 8/3               |          |
| 1961 | 94  | Thú rừng                                                                                  | 8/3               |          |
| 1961 | 95  | Đại hội Đoàn Thanh niên Lao động Việt Nam lần thứ III                                     | 18/3              |          |
| 1961 | 96  | Kỷ niệm 20 năm thành lập Đội Thiếu niên Tiền phong                                        | 2/5               |          |
| 1961 | 97  | Kỷ niệm ngày Chữ thập đỏ Quốc tế                                                          | 5/5               |          |
| 1961 | 98  | Bảo vệ bà mẹ và trẻ em                                                                    | 1/6               |          |
| 1961 | 99  | I. Gagarin - nhà du hành vũ trụ đầu tiên                                                  | 15/6              |          |
| 1961 | 100 | Nam Bộ thành đồng Tổ quốc                                                                 | 20/7              |          |
| 1961 | 101 | Hà Nội - Huế - Sài Gòn kết nghĩa                                                          | 20/7              |          |
| 1961 | 102 | Gửi tiền tiết kiệm                                                                        | 21/8              |          |
| 1961 | 103 | Thăm dò địa chất                                                                          | 21/8              |          |
| 1961 | 104 | Tháp cổ                                                                                   | 12/7              |          |
| 1961 | 105 | G. Titov - phi công vũ trụ Liên Xô                                                        | 17/10             |          |
| 1961 | 106 | Đại hội Đảng Cộng sản Liên Xô lần thứ XXII                                                | 17/10             |          |
| 1961 | 107 | Cảng Hải Phòng                                                                            | 7/11              |          |
| 1961 | 108 | Tranh tố nữ                                                                               | 18/11             |          |
| 1961 | 109 | Đại hội Công đoàn thế giới lần thứ V                                                      | 4/12              |          |
| 1961 | 110 | Kỷ niệm 15 năm ngày toàn quốc kháng chiến                                                 | 19/12             |          |
| 1962 | 111 | Cây công nghiệp                                                                           | 1/3               |          |
| 1962 | 112 | Múa dân tộc                                                                               | 20/3              |          |
| 1962 | 113 | Kế hoạch 5 năm lần thứ nhất                                                               | 10/4              |          |
| 1962 | 114 | Hoa Xuân - Hè                                                                             | 10/4              |          |
| 1962 | 115 | Đại hội anh hùng chiến sĩ thi đua lần thứ III                                             | 4/5               |          |
| 1962 | 116 | Hồ Đại Lải                                                                                | 25/5              |          |
| 1962 | 117 | Nông cụ cải tiến                                                                          | 25/5              |          |
| 1962 | 118 | G.Titov sang thăm Việt Nam                                                                | 12/6              |          |
| 1962 | 119 | Tem binh sĩ                                                                               | 15/6              |          |
| 1962 | 120 | Tiêu diệt bệnh sốt rét                                                                    | 9/7               |          |
| 1962 | 121 | Đấu tranh thống nhất                                                                      | 20/7              |          |
| 1962 | 122 | Phong cảnh                                                                                | 14/8              |          |
| 1962 | 123 | Đại hội thể thao Quân đội 12 nước Xã hội Chủ nghĩa                                        | 1/9               |          |
| 1962 | 124 | Bưu chính nông thôn                                                                       | 1/9               |          |
| 1962 | 125 | Vua Quang Trung                                                                           | 16/9              |          |
| 1962 | 126 | Nguyễn Trãi                                                                               | 19/9              |          |
| 1962 | 127 | Cây lương thực                                                                            | 10/10             |          |
| 1962 | 128 | Chăn nuôi gia súc, gia cầm                                                                | 28/11             |          |
| 1962 | 129 | Xây dựng và phát triển vùng kinh tế mới                                                   | 28/12             |          |
| 1962 | 130 | Tàu vũ trụ Phương Đông III và IV                                                          | 28/12             |          |
| 1962 | 131 | Tranh Tết                                                                                 | 16/1              |          |
| 1962 | 132 | Tết Trồng cây                                                                             | 16/1              |          |